# イギリスの政治
イギリスの政治（英語：Politics of the United Kingdom）は、単一国家と立憲君主制を基本としている。議院内閣制のモデルとされるウェストミンスター・システムとも呼ばれるこの統治形態は、カナダ・インド・オーストラリア・ニュージーランド・シンガポール・ジャマイカなどでも取り入れられている。
憲法は1つの成典にはなっておらず、制定法と判例法及び慣習法など様々な要素を合わせて憲法とみなされている。

## 国家元首
イギリスの憲法を構成する慣習法（憲法的習律、以下単に慣習法）の一つ、「国王（女王）は君臨すれども統治せず（The King reigns, but does not govern）」の原則により、連合王国国王（女王）は、実務上の権力を有しない。名目上イギリスの三権（立法権、行政権、司法権）の源とされるのは国王であるが、実際には議会（立法権）、内閣（行政権）、裁判所（司法権）がそれぞれの統治権力を分け合っている。
本来は庶民院・貴族院の議員かどうかに関わらず、イギリス国民であれば誰でも首相に選べる事になっていたが、近代以降は慣習法に従い、庶民院の第一党の党首を首相に任命する。さらに、国王は議会が可決した法案を裁可（承認）する役割を持つが、名目上は裁可しない権限（拒否権）も持っている。しかし、慣習法に基づき、裁可を拒否することはなく、儀礼的に裁可する。実際に裁可拒否の行使が行われたのは、1708年のアンによるスコットランド民兵法に対してのものが最後である。
首相（内閣）は、議院内閣制に基づき、議会（庶民院）の解散を行える。名目上、国王の個人的指示によっても解散できる事になっていたが、慣習法により、現在は行使されることはない。その他の権能は国王大権と呼ばれ、他の大臣の任命や宣戦布告などがあるが、これらの権能も慣習法により、首相および内閣により行使される。
今日では国王は本質的には慣習法と民意により権力の行使を制限され、儀礼的な役割を果たすに留まる。ウォルター・バジョットによれば、国王は「首相の相談を受ける権利」、「首相に助言する権利」、「首相に警告する権利」の3つの基本的な権利のみ行使するとされる。これは首相が毎週国王に非公開の面会をし（日本で言う内奏）、アドバイスなどを受ける時の事を指す。国王の在位期間が長くなるほど経験や知識も積み重ねられ、面会による首相へのアドバイスの重要度は増す。これらの制限から「国王は君臨すれども統治せず」という原則に忠実に従っていると言える。
以上のように、実質的にイギリスの政治の長は首相であり、議院内閣制に基づき、首相は下院（庶民院）における多数派政党の党首で下院（庶民院）議員がなる。1724年に即位したジョージ1世の時に、初めて首相が設置された。初代首相はロバート・ウォルポールで、1721年にホイッグ党の代表者として就任した。ジョージ1世はドイツ出身であり、英語を解さなかったため、代理として政治を行う人物として設置された。
このように、立法権優位の議院内閣制や、複数政党制、二院制など、今日、世界中の国家で採用されている民主主義の諸制度は、イギリスで誕生したものである。
公式には、イギリスの主権者は「議会における国王」とされている。

## 政府・与党
イギリスにおいて「government」という言葉は、政府だけでなく与党も意味するため、政府と与党は区別されていないことに注意する必要がある。
行政の最高権限は現在でも枢密院が握っているとされるが、形式的なものである。実際には議院内閣制に基づき政治が行われる。イギリス政府が執行権をもつ。
首相の任命は、総選挙の後や前首相の辞任の際に、国王によって行われる。このとき国王は「首相は庶民院の議員でなくてはならない」、「庶民院の支持をうけて組閣するのに最も適していると思われる人物を選ばなくてはならない」という、厳格な慣習に従う。とはいえ実際には、議会の信任を得られる人物でなければ、首相の任務を遂行できないため、選ばれる人物は、庶民院で絶対多数を占める政党の党首に事実上限定される。
任命された首相は内閣を組閣し、様々な政府組織の長となる大臣を選任する。イギリスにおける大臣は、日本の副大臣にあたるような下級大臣も含むため、その総勢は100人を超え、そのうち上級大臣の20人ほどが内閣を構成する。これらを閣内大臣と呼び、閣議に出席しない下級大臣を閣外大臣と呼ぶ。
内閣には首相と各省を専管する大臣及び大法官、ランカスター公領大臣、枢密院議長、王璽尚書、財務省首席国務大臣および若干の無任所大臣・閣外大臣によって構成される。このうち､ランカスター公領大臣は特命の政策事項を、王璽尚書と枢密院議長は議会の上下両院の院内総務の事務を執り行う。
解散権については、国王が首相の要請に応じて行使する。解散できるのは庶民院のみであり、首相はいつでも解散を要請できる。
内閣は議会の信任によって成立し、議会に対し責任を負う。下院において内閣に対する不信任案が成立または信任案が不成立となった場合、あるいはそれに匹敵する重要法案の採決で政府が敗北した場合には、憲法習律上内閣は総辞職するか、議会を解散して総選挙を行うよう国王に助言しなければならない。
実際には大政党の議員は、党の方針に従い投票するように指示する「whip（院内幹事）」によって厳しく統制されており（党議拘束）、与党が大きく半数を超えて多数派を占めているのであれば、立法上の投票ではまず敗北することはない。最後に政府提出法案が庶民院で否決されたのは、1986年の営業時間法案であり、このようなことは20世紀中に3回しかなかった。
与野党の議席差が僅かな場合や連立与党の場合は、政府の力はずっと弱くなるため、病欠中の議員を車椅子で連れてきて投票させるような、極端な手段をとる場合もある。
逆に1983年の保守党・サッチャー政権や1997年の労働党・ブレア政権のような場合は、選挙で圧勝し大きく半数を超えており、政党内での反対があっても問題なく、事実上全ての投票に勝利できるため、改革や新制度のための立法を急進的に進めることが可能であった。
一方、ジョン・メージャー政権のように、わずかに多数を取っているだけの場合は、政府提出法案も、比較的僅かな平議員が造反して反対票を入れるだけで簡単に否決される。このような場合に、賛否の分かれる法律を成立させることは極めて難しいとわかれば、党内で派閥との取引や、他の政党との協力を模索するなどの策を取る必要が出てくる。

## 議会
イギリスの議会は王国の立法機関である。議会を構成するのは国王、上院（貴族院）、下院（庶民院）である。王国の4つの地域であるイングランド、ウェールズ、北アイルランド、スコットランドはいずれも議会に代表を持つ。しかしながら、1972年3月30日に閉鎖されるまで、北アイルランドはストーモント議会を擁していた。その後も1982年から1986年までは限定された議会を運営していた。ウェールズとスコットランドにも1979年に独自の議会を立ち上げる動きもあったが設立に至らなかった。しかし、1997年にウェールズに翌年スコットランド、北アイルランドにおいて議会が設立されるに至った。
議会の召集と解散は国王が行う（首相以下内閣の決定に基づく）。しかしながら国王の権威は形式的なものである。
議事運営は、議長・与党院内総務・野党院内総務の三者の協議により運営されている。

### 庶民院（下院）

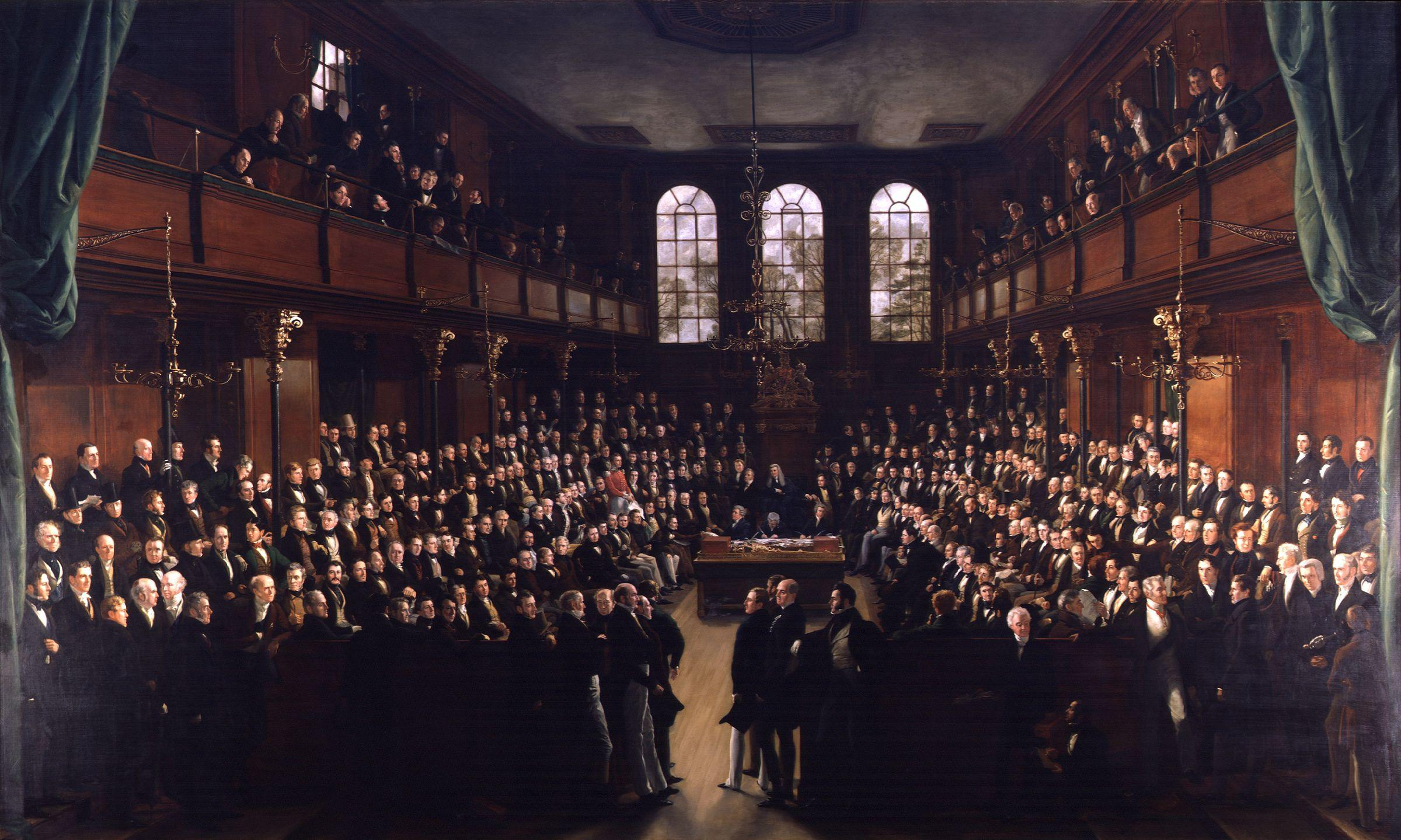
1833年の庶民院を描いた絵

約650人の普通選挙（直接選挙）によって選ばれた議員からなる。選挙権は18歳以上の国民と国内に住むアイルランド人の男女、被選挙権は21歳以上の国民の男女にある。議員定数はイングランド524人、ウエールズ38人、北アイルランド17人、スコットランド72人である。これら4地域は、人口が均等に近くなるように境界委員会が定めた選挙区に分割され、それぞれの選挙区を代表する議員を一人ずつ選出する。つまりイギリスは小選挙区制である。小選挙区制のみによる選挙のため政権交代が起きやすく、二大政党化が進みやすい。庶民院では、過半数を一つの党が確保することがほとんどである。
1911年に制定された議会法（イギリスの憲法の1つ）によって、慣習となっていた「庶民院の優越」が法律に明記された。庶民院は、貴族院に比べ大きな権限を有している。庶民院は、たとえ貴族院の反対する法案でも、時間をかければ最終的に成立させることができる。
庶民院は、首相を決め、政府（内閣）を監視する場でもある。庶民院は首相を指名し、儀礼的にそれを承認するのは国王だが、庶民院は国王演説（政府の施政方針を国王が朗読する）の後の採決や、内閣不信任決議案の審議などで首相を信任するかどうかを決定する。不信任とされた場合、首相は辞任するか庶民院を解散しなければならず、首相は過半数を占める政党の党首であることが要求される。この例外は、選挙の結果半数を超える政党が無かった場合と、戦時下などで挙国一致内閣をつくる場合に限られる。
近年では首相と野党党首が庶民院議員でなかったことはない。貴族院議員が首相に任命されたのは1902年、第3代ソールズベリー侯のロバート・ガスコイン＝セシルが最後で、1963年に第14代ヒューム伯爵アレック・ダグラス＝ヒュームは首相就任に際してヒューム伯の爵位を自分一代に限り返上した（その後1974年には一代貴族ヘイゼルのヒューム男爵に叙されて貴族院議員に復帰。なお嫡男デイヴィッド・ダグラス＝ヒュームが第15代ヒューム伯爵となっている）。
議会が解散される場合を除き、議員の任期は5年である。

### 貴族院（上院）
貴族院はかつては世襲の貴族の議院であった。
大規模な改革が部分的に完了し、現在はイングランド国教会の高位の聖職者、世襲貴族の議員、任命された議員（一代貴族と呼ばれ、その子孫が議員の地位を受け継ぐ権利は与えられない）の、3種の議員が混合した議会となっている。
現在の貴族院は庶民院の立法の審査を行っている。そのための手段は修正案提出権と、法案を拒否し棚上げする権利（可決しなかった法案の成立を12ヶ月先延ばしにすることが出来る）である。しかしながら、拒否権の行使は慣習と議会法により制限され、貴族院は“金銭法案”（税金の支出をともなう法案）や公約に掲げたものは拒否できないとされている。しつこく拒否を続ければ、議会法の規定に基づき庶民院がそれを覆すことになる。しかし、成立の遅れや、貴族院との対立が悪印象になるのを避けるために、与党（庶民院の多数派）が修正案に同意することがしばしばある。
貴族院は、常任上訴貴族（通称：法律貴族または法官貴族）と呼ばれる一部の議員だけが参加するものではあるが、2009年9月末までイギリス国内の最高裁判所としての役割も持っていた。しかしながらConstitutional Reform Act 2005（2005年の憲法改正）でその役割を連合王国最高裁判所（Supreme Court of the United Kingdom）に移管することになり、2009年10月1日付けで、最高裁判所が正式に設置。600年間の伝統に幕を下ろした。

## 行政機関
行政機関は、政府の大臣の業務の執行を補佐する、政治的に中立な組織である。憲法が定めるその役割は、どの政党が政権の座にいるかに関わらず、その日の政府（与党）を補佐することである。
行政機関の中心は、いくつかの省（Departments of State）として組織されている。それぞれの省は上級大臣により政治的に指揮され、下級大臣による小さなチームにサポートされる。たいていの場合上級大臣は国務大臣と呼ばれ、内閣のメンバーである。省の管理業務は、多くの省で事務次官（Permanent Secretary）と呼ばれる公務員のトップにより指揮される。公務員の大半は実際には、分離された運営組織で、省の指揮を受ける各種の機関（executive agency）で活動する。

### ダウニング街10番地
ダウニング街10番地とは首相官邸の所在地である。

### ホワイトホール
日本の“霞ヶ関”と同様に、“ホワイトホール”は行政機関の中心を意味する言葉としてしばしば使われる。これはほとんどの政府機関がかつてのホワイトホール宮殿の付近に本部を置いているからである。

### 省庁一覧
一般的な訳し方が明確に定まっていないものもあるので注意されたい。省庁は5つ星省庁と閣外相に相当する役職の者が所轄する省庁がある。

#### 5つ星省庁
5つ星省庁とは閣内相が所轄する省である。尚、スコットランド省とウェールズ省は司法省の外局であるが、閣内相が置かれているので、5つ星省庁である。つまり、この2省はかつて日本に存在した大臣庁に相当する。
- 内閣府
- ビジネス・エネルギー・産業戦略省
- 住宅・コミュニティ・地方自治省
- デジタル・文化・メディア・スポーツ省
- 教育省
- 環境・食糧・農村地域省
- 国際貿易省
- 運輸省
- 労働・年金省
- 保健省
- 外務・英連邦・開発省（外務省）
- 大蔵省
- 内務省
- 国防省
- 司法省
  - ウェールズ省
  - 北アイルランド省
- スコットランド省

#### 閣外相に相当する役職の者が所轄する省庁
- 法務長官府（The Attorney General's Office）

法務長官府とは法務長官（Her Majesty's Attorney General for England and Wales）が所轄する省である。

## 地方自治体
イギリスは、異なる役割と責務をもつ様々なタイプの地方自治体に分割される。農村部と都市部の一部では、さらにパリッシュ（行政教区）に細分される。
地方自治体は、教育、公共交通、公共施設の運営の管理といった事項に責任を負う。地方自治体はしばしばコミュニティ・ポリティクスに参画している。
パリッシュは地方議会も設けており、市議会や町議会として知られているものもある。これらの地方議会は選挙で選ばれた地方議会議員か、ごく小さいパリッシュでは直接民主制によって構成されている。
イギリスの地方政府は、旧来の二層制のものと新たな一層制の2つの制度が一般的である。旧来の複雑な二層制は郡議会（District council）と州議会（County council）によって構成される。郡議会はごみの収集、建築許可の承認、公営住宅の責任を負う。州議会は教育、社会事業、公共交通などの責任を負う。
単一自治体（Unitary authority）は、スコットランド・ウェールズ・北アイルランドの全域とイングランドの一部に設けられた一層制の地方自治体であり、郡議会と州議会の機能を統一したものである。
大ロンドンでは、ロンドン特別区（London borough）の議会と、公選の市長を長とする大ロンドン庁による、独特の二層制が存在している。
単一自治体はしばしば隣接の地方議会と共同の公安当局を設けている。例えば、ルートンとベッドフォードシャー、ハートフォードシャーとミルトンキーンズは、それぞれ共同で事業運営をしている。

## 選挙
下院に相当する庶民院は定数650（2010年）で、任期は5年である。任期の途中で議会が解散されることもある。
庶民院の選挙制度は単純小選挙区制で、人口の分布ごとに選挙区が割り当てられる。1選挙区当たりの人口は約9万人ほどである。大政党に議席が集中しやすい制度のため、保守党と労働党の二大政党が議席の大半を占めている。
ただし、近年は第三政党である自由民主党が伸長しており、選挙制度を見直す声も高まっていた。単純小選挙区制は死票も生み出しやすい制度であり、小政党の意見が汲み取られにくいという欠点もある。しかし、2011年5月5日に行われた優先順位付連記投票の是非を求める国民投票は否決された。
一方、上院に相当する貴族院は定数は特に定められておらず、その都度議席数は変動している。任期も定められておらず、選挙も行われない任命制である。

## 政党
庶民院においては保守党、労働党、自由民主党の3つの大政党が存在している。この三党は保守党が北アイルランドで立候補を手控えている以外はイギリス全土で政治活動を行っている。ただし、庶民院は単純小選挙区制なために労働・保守の二大政党に議席が集中し、第二次世界大戦終結後はこの二大政党からしか首相は出ていない。こうしたことから、イギリスは二大政党制とされている。
英国議会・庶民院以外にも、欧州議会、スコットランド議会、ウェールズ議会の議員の多くが三党の内のいずれかに所属している。下にしめす議席数は2015年5月7日に行われた英国下院総選挙のものである。色は各党のシンボルカラー。
- ■保守党 - Conservative Party 中道右派・保守主義 331議席
- ■労働党 - Labour Party 中道左派・社会民主主義 232議席
- ■スコットランド国民党 - Scottish National Party 中道左派 56議席 スコットランド独立を掲げる地域政党
- ■自由民主党 - Liberal Democrats 中道左派 リベラリズム 8議席

この他に庶民院に議席を有している政党を示す。
- 民主ユニオニスト党 - Democratic Unionist Party 保守主義 8議席 北アイルランドのイギリス連合王国残留・維持・強化を掲げる（ユニオニスト＝イギリス派、王制派のこと）、プロテスタント系のユニオニスト強硬派の北アイルランド地域政党
- シン・フェイン党 - Sinn Féin 左派 4議席 北アイルランドのイギリス連合王国からの離脱、南北アイルランド統一を掲げる（ナショナリスト＝アイルランド派、共和派のこと）、カトリック系のナショナリスト強硬派の北アイルランド地域政党　イギリス国王への忠誠を行わないため英国議会には出席していない
- プライド・カムリ - Plaid Cymru（Plaid Cymruはウェールズ語の表記、英語表記は'The Party of Wales'で、日本語訳は“ウェールズの党”） - 中道左派 3議席 ウェールズの地域政党
- 社会民主労働党 - Social Democratic and Labour Party　中道左派 3議席 カトリック系のナショナリスト穏健派の北アイルランド地域政党
- アルスター保守党・ユニオニスト党連合 - 新しい力 - Ulster Conservatives and Unionists – New Force 中道右派 2議席 アルスターユニオニスト党（アルスター統一党、アルスター連合主義者党）と保守党の提携によってできた、世俗派及びプロテスタント系のユニオニスト穏健派の北アイルランド地域政党
- 緑の党 - Green party 左派 1議席 環境政党
- キッダーミンスター病院と健康を守ろう！無党派運動 - Independent Kidderminster Hospital and Health Concern 中道 1議席 キッダーミンスター病院救急病棟の復活を目指すイングランドのミニ地域政党